# どきどきポヤッチオ
『どきどきポヤッチオ』は、キングレコードより1998年9月10日に発売されたPlayStationのゲームソフト。
アクティブコミュニケーションゲームという独自のジャンルとして発売された。ロールプレイングゲームの一種だが、敵との戦闘や経験値の概念がなく、主人公の能力が成長することもない。またアドベンチャーゲームや、または恋愛の要素がある。

## 作品解説
夏休みのおよそ1か月間、主人公の少年がパンの配達と食材の購入・調達を、製パンを営むいとこのマリアねーさんに頼まれる。一日ごとに、主人公はマップ上を移動し、パンを指定された相手に直接手渡すことで、配達が完了する。
ゲーム側から課せられるノルマは以上のようになるが、ノルマさえ達成できれば、自由に行動できるようになる。パン配達とは直接関係ない他キャラとの会話を楽しんだり、ならびにマップ上に配置されたダンジョンの探検に挑むこともできるようになる。前述のように「敵」という概念が本作には存在しないため、戦闘なども発生することはない。
ノルマを無視して行動することもシステム上は可能だが、未配達の相手やマリアねーさんに怒られ、信頼を失い、結局は行動が制約されることにつながる。

## 概要
本作の舞台となるプエルコルダンには主人公のほかに25人が登場し、それぞれの登場人物がリアルタイムでマップ上を移動・行動する。プレイヤーが歩いたり話をするたびに時間は流れていく。また各登場人物は複数の行動スケジュールを持っており、イベント発生時を除きそのスケジュールに従い移動・行動をしている。
住人それぞれと主人公との間に好感度が設定されており、主人公の行動によって好感度が上下する。また、好感度によって発生するイベントが変化し、好感度を意図的に下げなければ見られないイベントも存在する。
本作はマルチエンディングとなっており、通常のエンディングの他、プエルコルダンの少女のエンディング、また特定の条件を満たすと見られるエンディングが存在する。

## 登場人物

### メインキャラクター
ジャン（名前変更可能）
声 - 宮村優子（ドラマCD版）
本作の主人公。12歳。夏休みの間、マリアねーさんのパン屋を手伝うために飛行船でプエルコルダンへやってくる。
ルフィー
声 - 川菜翠
12歳。赤いリボンがトレードマークの魔法使いのタマゴ。年齢の割りに恐ろしく胸が大きい（92のHカップ）。元気で素直な女の子だが、母は他界しており、父親も飛行船の船長をしているため不在がちで、内心は寂しく思っている。ほうきで空を飛ぶのが夢。
チェイン
声 - 小泉理奈
15歳。趣味は機械いじりで、いつも一人で機械を作っている。根は素直で面倒見が良い。自宅に隣接した研究室で生活していて、帝国で技師として働く父親を尊敬している。
マリン
声 - 野田順子
13歳。釣りが趣味のボーイッシュな女の子。胸の薄いのが悩みで、よくリリィにからかわれては追いかけっこをしている。
リーナ
声 - 麻生かほ里
13歳。読書が趣味の物静かな女の子。生まれつき体が弱いが、活発なマリンとは親友で、一緒に行動することも多い。
ピア
声 - 高橋美紀
14歳。魔法使いのタマゴでルフィーをライバル視している。高飛車で主人公を「ぼけなす」というあだ名で呼ぶ。遺跡や地下の洞窟を一人で探検していることが多い。
シンシア
声 - 小西寛子
14歳。王国の司法官になるために勉強中。礼儀正しく真面目だが、躾に厳しい母親の影響か、内向的な性格。

### サブキャラクター
マリア
声 - 芳野美樹
19歳。主人公の従姉で、両親が王都復興のため不在になったパン屋を一人で切り盛りしている。村のアイドル的な存在。
イーリア
声 - 麻見順子
21歳。学校の先生をしていて、自宅は図書館になっている。ナイスボディだが、口と酒癖の悪さが災いして男に縁が薄い。ランディの姉で、両親とは死別。
リリィ
声 - 間宮くるみ
5歳。好奇心の強い、おしゃまな女の子。村一番の情報通。奇妙な丁寧語と独創的な歌が特徴。
アル
声 - 瀧本富士子
12歳。ランディやスティードとよく一緒にあそんでいる。地味で特徴がないのが悩み。リリィの兄。
ランディ
声 - くまいもとこ
13歳。悪ガキたちのリーダー格でやや乱暴な性格。
スティード
声 - 津村まこと
13歳。身だしなみに気を遣うキザな色男。父は旅に出ており、母は出産のために里帰りをしているため今はロンじいさんと二人暮らし。
ガリクソン
声 - 沢木郁也
69歳。ルフィーの祖父でプエルコルダンの村長。孫のルフィーをかわいがっている。
フィリア
声 - くればやしたくみ
67歳。ルフィーの祖母で、昔は有名な大魔法使いだったらしい。
ブレンダ
声 - 定岡小百合
36歳。シンシアの母親だが、絵に描いたような教育ママ。夫とは別居中だが世間体を気にして王都で単身赴任中ということになっている。
メルビン
声 - 中村秀利
41歳。マリンの父親で漁師だが現在は怪我で療養中。妻とは死別しており、男手ひとつで育てたマリンが女らしくなってくれないのが悩み。
マージ
声 - くればやしたくみ
37歳。チェインの母親。夫が働く帝都の暮らしになじめず、故郷のプエルコルダンへ戻ってきた。
ローザ
声 - くればやしたくみ
35歳。リーナの母親。昔はプエルコルダンのアイドルだったらしい。夫は王国で書官をしていて滅多に戻ってこない。
セラヴィ
65歳。ピアの祖母で魔法使い。ロンじいさんと仲が良い。
シノーラ
声 - 津村まこと
35歳。アルとリリィの母親で雑貨屋ホロホロの店主。夫は商用ルートを開拓する旅に出ている。
ポール
声 - 成田剣
25歳。宿屋カルティアーノを経営している気の良いお兄さん。
フォルカー
23歳。毎年、夏になるとプエルコルダンにやってくる風来坊。村の南でテントを張って生活している。
ロン
声 - 中村秀利
70歳。スティードの祖父で古美術屋ルッテンを経営している。昔はプレイボーイだったらしい。
マック
声 - 成田剣
26歳。村の郵便局で働いているが、サボりがちで村人からも嫌われている。
モーガン
声 - 沢木郁也
42歳。遺跡の調査にやってきたという男性。宿屋に泊まっているため、マリアねーさんのパンを注文しない。

## エピソード
『どきどきポヤッチオ』の名前の由来
作品名『どきどきポヤッチオ』と村の名前「プエルコルダン」の由来は、近藤敏信が姓名判断ゲーム『ラブフォーチュン』にて占った結果、ラッキーネームを「プエルコルダ」と「ポヤッチオ」と診断されたことに由来する（どきどきポヤッチオ 公式ガイドブックから引用）

マリンと海腹川背
本作に登場する「マリン」と、『海腹川背』に登場する同名のキャラクター（海腹川背さん）は、類似している事で有名である。これは、『どきどきポヤッチオ』と『海腹川背』のキャラクターが、双方とも近藤敏信によってデザインされた為であり、海腹川背さんを何らかの形で再び登場させようと考えていたからとされる（どきどきポヤッチオ 公式ガイドブックから引用）

幻の廉価版
かつてメディアリングより廉価版の発売が発表されたことがあった。「普及版1,500円シリーズ!」の一作としてタイトルが雑誌広告に掲載されたが、実際に発売されることはなかった。発売中止に至った経緯は不明。

ロード時間の対処
主人公の移動が速すぎると転倒してしまう。これはCDからのデータロード時間を稼ぐため、ローディング画面の代わりに導入されたもの。

## 関連作品

### 攻略本
- どきどきポヤッチオ 公式ガイドブック（ゼスト）
- どきどきポヤッチオ わくわく生活ファイル（新紀元社）

### 音楽CD
- どきどきポヤッチオ音楽絵本 プエルコルダンPの物語（キングレコード）
  - CDドラマを含むサントラアルバム。

### PCアクセサリー集
- どきどきポヤッチオ　アクセサリー集（キングレコード）

### 自費出版（同人誌）
- 『どきどきポヤッチオ』の著作権者の一人であり、キャラクターデザイン、企画･原案･監督、シナリオを担当した近藤敏信が、「迷羊亭」（めいようてい）名義で自費出版した本。
  - どきどきポヤッチオ 発売直前お楽しみ号
  - どきどきポヤッチオ セサパーフェクト本
  - どきどきポヤッチオ 「みんな ありがとう」
  - Pの思い出
- 『どきどきポヤッチオ』の開発元である「スタジオ最前線」の複数のスタッフが、「枢」（からくり）名義で自費出版した本。
  - どきどきポヤッチオ Staff Notes